# San Marino Calcio
La A. C. San Marino Calcio es un club de fútbol de San Marino, con sede en Acquaviva. Es el único club de San Marino autorizado por la Federación Italiana de Fútbol (FIGC) a competir en las ligas italianas. Fue fundado en 1959 y refundado en varias oportunidades. Compite en la Serie D, cuarta categoría del fútbol italiano.

## Historia
El club fue fundado como Società Sportiva Serenissima en 1959 por la Federación Sanmarinense de Fútbol, con el fin de contar con un equipo que representara a la República de San Marino en la liga italiana. El club fue comprado más tarde por empresarios italianos y sanmarinenses.
El año de fundación todavía está en disputa, debido principalmente a otro equipo patrocinado (pero no en propiedad) por la Federación Sanmarinense de Fútbol, llamado Libertas - Tre Penne, después de haber participado en el campeonato italiano en 1959. La cresta de la Tre Penne es todavía visible en el de San Marino Calcio. Serenissima también heredó los colores de Libertas-Tre Penne.
El San Marino Calcio es el único equipo de fútbol profesional en el República de San Marino al que se permitía jugar exclusivamente en el sistema de la liga italiana de fútbol. Dado que el Campionato Sammarinese di Calcio es completamente amateur, el club es también era único equipo profesional en la República. Otro equipo de San Marino, el AC Juvenes/Dogana, compitió tanto en el nivel amateur del fútbol italiano y en la liga Sanmarinese en el pasado, pero se ha retirado después de la FIGC.

### Primeros años
El AC San Marino comenzó a jugar en 1960 en la Seconda Categoria, ya que la Terza Categoria no existía en el sistema de la liga italiana de fútbol en ese momento. Después de ser promovido de la Seconda y Prima Categoria, el equipo comenzó a jugar en el nivel superior, el Promozione antes de ser relegado a la Categoria Prima en la temporada 1976-77. Ellos continuaron jugando en la Categoria Prima para las próximas cuatro temporadas hasta que ganaron el campeonato y fueron promovidos al Promozione nuevo en la temporada 1979-80. La estancia del AC San Marino en la Promozione fue de corta duración, sin embargo, dos temporadas más tarde fueron relegados a la Categoria Prima
El equipo se estableció a sí mismo como un equipo yo-yo, ya que fueron promovidos de nuevo a la Promozione como campeones de la temporada 1984/85. Posteriormente, el equipo vio campeonatos consecutivos, ya que ganó el Promozione la siguiente temporada, y fue promovido por primera vez en la Serie D, la liga amateur de más alto nivel de Italia. El éxito de San Marino Calcio continuó, ya que terminó en el segundo lugar en la Serie D en la temporada 1986/87, un campeonato que ganaron en el año siguiente. En la temporada 1988-89, el equipo apareció en el nivel más bajo de la liga profesional italiana ( Serie C2). Por primera vez
En 1988, el AC San Marino se convirtió en un sociedad anónima y cambió su nombre a AC San Marino San Marino Calcio. El equipo renombrado fue relegado a la Serie D en la temporada 1989/90 después de terminar penúltimo en la Serie C2. Después de terminar 17 º en la temporada 1991/92, San Marino Calcio fue relegado de nuevo, esta vez a la Eccellenza, pero fueron promovidos de nuevo a la Serie D en la temporada 1992/93. En la temporada 1995/96 San Marino Calcio no fue relegado a la Eccellenza de nuevo después de una estancia de tres años en la Serie D, sino que fueron promovidos de nuevo en la temporada 1996-97.
El éxito del club fue debido en parte a la designación del entrenador de San Marino Giampaolo Mazza, que los llevó a dos campeonatos Eccellenza no consecutivos. En la temporada 1999-2000, el San Marino Calcio fue promovido a la Serie C2 como campeones de la Serie D.

### Últimas temporadas
En la temporada 2011-12 fue promovido a la tercera división italiana, donde quedó hasta 2015. Tras cuatro temporadas en Serie D, el 4 de julio de 2019 los derechos deportivos del San Marino Calcio fueron adquiridos por el Cattolica Calcio, que tomó el nombre de Cattolica Calcio San Marino y fue admitido al campeonato de Serie D. El nuevo conjunto, aunque seguía teniendo su domicilio social en la República de San Marino, desarrollaba su actividad deportiva en la ciudad de Cattolica, en Italia. Sus colores eran el amarillo y el rojo.
En 2021 se fundó la A. S. D. Victor San Marino, con sede en Acquaviva, con el objetivo de recrear un equipo de fútbol sanmarinense que compitiera en el campeonato italiano. A lo largo de 2024, la propiedad pasó de manos de Luca Della Balda a Emiliano Montanari, mientras que el club cambió su nombre a A. C. San Marino Calcio.

## Colores e insignia
Los colores del San Marino son el blanco y el azul celeste, al igual que los de la República de San Marino.
El escudo del club, hasta 2019, estaba rodeado por cuatro pergaminos amarillos en los que se leían en negro las siguientes palabras: a la izquierda, TITANUS; en el centro, AGGRESSURUS; a la derecha, OLYMPUM; y en la parte superior, San Marino Calcio. En la parte superior e inferior del escudo había franjas blancas y azul celeste, interrumpidas por un recuadro que contenía el dibujo en azul celeste de un titán: con la mano derecha sostenía una espada y con la izquierda un balón de fútbol. En italiano, la palabra Titán significa tanto la raza de los dioses de la mitología griega como el Monte Titano, el punto más alto de San Marino. A los pies del titán se encontraban dos círculos: el de la izquierda representaba la insignia de Tre Penne, uno de los dos equipos fundadores de San Marino Calcio, mientras que el de la derecha representaba la insignia del viejo San Marino Calcio.
El emblema actual presenta una composición basada en dos círculos concéntricos. En el anillo exterior, se ubica en la parte inferior, de fondo blanco, la leyenda SAN MARINO CALCIO, escrita en letras mayúsculas de color azul celeste y dispuesta en arco. En la parte superior del mismo círculo, de color azul celeste, se representan las tres Torres de San Marino, dibujadas en color blanco con contornos negros y detalles azules en sus penachos curvados.
El círculo interior exhibe un fondo compuesto por franjas verticales alternadas en blanco y azul celeste. En el centro se destaca la figura estilizada de un titán, blanco y delineado en negro, empuñando una espada con la mano derecha y sosteniendo un balón de fútbol con la izquierda.

## Estadio
Desde la temporada 2021-2022, el equipo disputa sus partidos como local en el Estadio Acquaviva, ubicado en Acquaviva. El recinto cuenta con una tribuna cubierta con 500 asientos y una tribuna descubierta con capacidad para 149 aficionados visitantes, lo que da una capacidad total de 649 plazas.

## Palmarés

### Competiciones interregionales
- Serie D (1): 1999-00 (grupo F)
- Campionato Interregionale (1): 1987-88 (grupo D)

### Competiciones regionales
- Eccellenza Emilia-Romagna (2): 1992-93 (grupo B), 1996-97 (grupo B)
- Promozione Emilia-Romagna (1): 1985-86 (grupo A)
- Prima Categoria Emilia-Romagna (4): 1964-65 (grupo A), 1969-70 (grupo A), 1979-80 (grupo A), 1984-85 (grupo A)
- Seconda Categoria (1): 1961-62 (grupo A)
- Coppa Italia de Aficionados Emilia-Romagna (1): 1996-97